# Копасына (герб)
Копасына (пол. Kopaszyna, Czeluść, Kopasina, Poruba, Zawotuł) — польский дворянский герб.

## Описание и легенда
В красном поле две реки, означенные серебром. Одна из них изливается вправо, другая влево. Между ними водружён меч, рукоятью вверх. На шлеме три страусовых пера.
Начало этого герба относится ко времени Болеслава Храброго: он усвоен одному витязю Копасын в память одержанной у двух рек над неприятелем победы. Ср. Дружина.

## Герб используют
Bajkacz, Barczkowski Błędowski, Bohumiłowicz, Budek, Budkowski, Cząstecki, Ginko, Kapcewicz, Kidałowski, Kompan, Kopacewicz, Kopaliński, Kopański, Kopasiński, Kopaszyna, Kopaszyński, Kopcewicz, Kopiński, Kupcewicz, Międzygórski, Napiórkowski, Owczarski, Piotrowski, Przybysławski,
Rudkowski, Sasin, Sikora, Sikorski, Slanka, Słąnka, Słomka, Stenszczewski, Stenszewski, Stężewski, Ślanka, Śląka, Zaborski, Zdrohecki